# Stoecharthrum
Stoecharthrum is een geslacht in de taxonomische indeling van de Orthonectida. Deze minuscule parasieten hebben geen weefsels of organen en bestaan uit slechts enkele tientallen cellen.
Het organisme behoort tot de familie Rhopaluridae. Stoecharthrum werd in 1899 beschreven door Caullery & Mesnil.